# International Women's Open 1982
L'International Women's Open 1982 è stato un torneo di tennis giocato sull'erba. 
È stata l'8ª edizione del torneo di Eastbourne, che fa parte del WTA Tour 1982. 
Si è giocato a Eastbourne in Inghilterra, dal 14 al 20 giugno 1982.

## Campionesse

### Singolare
Martina Navrátilová ha battuto in finale  Hana Mandlíková con il punteggio di 6–4, 6–3

### Doppio
Martina Navrátilová /  Pam Shriver hanno battuto in finale  Kathy Jordan /  Anne Smith con il punteggio di 6–3, 6–4